# Pentatlo moderno nos Jogos Pan-Americanos de 1959
As competições de pentatlo moderno nos Jogos Pan-Americanos de 1959 foram realizadas em Chicago, Estados Unidos. Esta foi a terceira edição do esporte nos Jogos Pan-Americanos, tendo sido disputado apenas entre os homens.

## Resultados

### Masculino
| Resultados: | Ouro                     | Prata                           | Bronze                             |
| Individual  | Wenceslau Malta · Brasil | George Lambert · Estados Unidos | Leslie Bleamaster · Estados Unidos |
| Equipes     | USA Estados Unidos       | BRA Brasil                      | MEX México                         |

## Quadro de medalhas
| Posição | Nação              |   |   |   | Total |
| ------- | ------------------ | - | - | - | ----- |
| 1       | USA Estados Unidos | 1 | 1 | 1 | 3     |
| 2       | BRA Brasil         | 1 | 1 | 0 | 2     |
| 3       | MEX México         | 0 | 0 | 1 | 1     |
| Total   | Total              | 2 | 2 | 2 | 6     |